# Ad Darbāsīyah
Ad Darbāsīyah (arabiska: الدرباسية, درباسية) är en subdistriktshuvudort i Syrien.   Den ligger i provinsen al-Hasakah, i den nordöstra delen av landet, 600 kilometer nordost om huvudstaden Damaskus. Ad Darbāsīyah ligger 484 meter över havet och antalet invånare är 21 481.
Terrängen runt Ad Darbāsīyah är platt, och sluttar söderut. Det finns inga andra samhällen i närheten.
Omgivningarna runt Ad Darbāsīyah är i huvudsak ett öppet busklandskap. Runt Ad Darbāsīyah är det ganska tätbefolkat, med 179 invånare per kvadratkilometer.